# Microgecko
Microgecko – rodzaj jaszczurek z rodziny gekonowatych (Gekkonidae).

## Zasięg występowania
Rodzaj obejmuje gatunki występujące w Iranie, Iraku, Pakistanie i Indiach.

## Systematyka
Rodzaj zdefiniował w 1907 roku rosyjski zoolog Aleksandr Nikolski w artykule poświęconym płazom i gadom zebranym przez Nikołaja Zarudnego w Persji w latach 1903–1904 opublikowanym w czasopiśmie Jeżegodnik Zoołogiczeskago Muzieja Impieratorskoj Akadiemіi Nauk. Gatunkiem typowym jest (oznaczenie monotypowe) Microgecko helenae.

### Etymologia
Microgecko:  μικρος mikros ‘mały’; nowołac. gecco, gecko lub gekko, nazwa stosowana do rodzaju jaszczurek, wśród których niektóre gatunki kraczą lub ćwierkają, stąd nazwa „gecko”, od mal. gēkok.

### Podział systematyczny
Do rodzaju należą następujące gatunki: 
- Microgecko chabaharensis Gholamifard, Rastegar-Pouyani, Rastegar-Pouyani, Khosravani, Yousefkhani & Oraei, 2016
- Microgecko depressus (Minton & Anderson, 1965)
- Microgecko helenae Nikolsky, 1907
- Microgecko laki Torki, 2020
- Microgecko latifi (Leviton & Anderson, 1972)
- Microgecko persicus (Nikolsky, 1903)
- Microgecko tanishpaensis Masroor, Khisroon, Khan & Jablonski, 2020
- Microgecko varaviensis Gholamifard, Rastegar-Pouyani & Rastegar-Pouyani, 2019